# Joey Powers

Erfolgstitel Midnight Mary auf Amy 892

Joey Powers, geboren als Joe Ruggiero (* 7. Dezember 1934 in Washington oder Canonsburg, Pennsylvania; † 20. Januar 2017 in Washington, Pennsylvania) war ein US-amerikanischer Popmusik-Sänger, der in den 1960er Jahren Schallplatten veröffentlichte.

## Biografie
Joe Ruggiero wuchs in Canonsburg, südöstlich von Pittsburgh auf. Als Highschool-Absolvent betrieb er zunächst Sport als Ringer. Als Bobby Vinton, der auch in Canonsburg wohnte, ihn einlud, in seiner Band mitzuspielen, wurde Joes Interesse für die Musik geweckt. Ebenfalls in Canonsburg zuhause war Perry Como, der mit Joes Eltern bekannt war. Durch Comos Vermittlung erhielt Joe Ruggiero 1959 eine Beschäftigung bei einem Fitness-Programm des New Yorker Senders NBC. Dort lernte er den Schallplattenproduzenten Paul Vance kennen, der unter anderem Johnny Mathis betreute. Vance vermittelte Ruggiero 1962 einen Plattenvertrag bei der New Yorker Plattenfirma RCA und erfand den Künstlernamen „Joey Powers“.
Mit Joey Powers veröffentlichte RCA die erste Single im Mai 1962 (Jenny, Won't You Walk Up / Two Tickets And A Candy Heart). Nach einer zweiten RCA-Single, die ebenso wie die erste erfolglos blieb, wechselte Powers zu dem kleinen New Yorker Label Amy. Dort wurde im Oktober 1963 die Single mit der A-Seite Midnight Mary herausgebracht. Dieser Titel erreichte in den Hot 100 des US-Musikmagazins Billbord Platz 10. Amy nahm diesen Erfolg zum Anlass, mit Powers eine Langspielplatte unter dem gleichen Titel zu produzieren. 1964 wurden vier weitere Singles und 1967 noch ein Nachzügler produziert, und 1966 brachte auch MGM Records eine Single mit Powers heraus. Es gelang Powers jedoch nicht, noch weitere Songs in den Hitlisten zu platzieren. Als „Joey Power’s Flower“ veröffentlichte er 1969 seine letzte Schallplatte mit den Titeln Hard to Be Without You / You're in a Bad Way, noch einmal bei RCA. Auch sie wurde kein Erfolg.
Nach dem Ende seiner kurzen Schallplatten-Karriere arbeitete Powers zunächst als Vertreter und betrieb in New Jersey ein Plattenstudio. Dort produzierte er eine Reihe von Musikalben mit vorwiegend christlicher Musik. Nach 1989 arbeitete Powers in einer Waisenhaus-Behörde im russischen St. Petersburg und unterhielt auch dort eine Schallplattenproduktion.

## US-Diskografie

### Vinyl-Singles
| A/B-Seite                                                | Katalog-Nr. | veröffentl. |
| -------------------------------------------------------- | ----------- | ----------- |
|                                                          | RCA         |             |
| Jenny, Won't You Walk Up / Two Tickets And A Candy Heart | 8039        | 05/1962     |
| Don't Envy Me / Me, Myself and I                         | 8119        | 12/1962     |
|                                                          | Amy         |             |
| Midnight Mary / Where Do You Want the World Delivered    | 892         | 10/1963     |
| Billy Old Buddy / In the Morning Gloria                  | 898         | 02/1964     |
| You Comb Her Hair / Love Is a Season                     | 903         | 05/1964     |
| Where Did the Summer Go / Tears Keep Falling             | 914         | 10/1964     |
| Gimmie Gimmie / Baila Maria                              | 986         | 04/1967     |
|                                                          | MGM         |             |
| Leave Me Alone / I Love You                              | 13421       | 01/1966     |
|                                                          | RCA         |             |
| als Joey Power’s Flower                                  |             |             |
| Hard to Be Without You / You're in a Bad Way             | 9790        | 12/1969     |

### Langspielplatte
| Midnight Mary, Amy 8001, 1964 |
| Tracks: A: My Heart is an Open Book / In the Morning Gloria / Walk Right in / The Love I’ll Never Know / Cindy Oh Cindy / Midnight Mary – B: Walk Softly and Carry / Just a Ribbon / Mission Bell / High High Wall / Don’t Think Twice / Open Dors and Smilin’ Faces |